# Vrata
 Ovo je glavno značenje pojma Vrata. Za druga značenja pogledajte Vrata (razdvojba).
Vrata su vrsta pokretne strukture koja služi za zatvaranje nekog ulaza ili prolaza, a najčešće se sastoje od plohe koja se ovješena rotira prema unutra i(li) vani. Otvaranje vrata omogućava ventilaciju i izravno osvjetljenje, a zatvaranje sigurnost, toplinsku izolaciju, te zaštitu od buke, propuha i požara. Prema vrsti materijala mogu biti drvena, staklena, plastična i metalna. S obzirom na to da su već tisućama godina nezamjenjiv arhitektonski element u svim vrstama građevina, često su oblikovana i ukrašavana u cilju da prezentiraju prostor koji štite. Vrata su često spominju u metaforama i alegorijama, književnosti i umjetnosti, npr. kao simbol za novi početak.